# Odonterpeton
Odonterpeton triangulare es una especie extinta de lepospóndilo (perteneciente al grupo Microsauria) que vivió a finales del período Carbonífero en lo que hoy son los Estados Unidos.